# Sant Sadurní d'Anoia (kommun)
Sant Sadurní d'Anoia är en kommun i Spanien.   Den ligger i provinsen Província de Barcelona och regionen Katalonien, i den östra delen av landet, 500 km öster om huvudstaden Madrid. Antalet invånare är 12 482. Arean är 19,0 kvadratkilometer. Sant Sadurní d'Anoia gränsar till Piera, Sant Llorenç d'Hortons, Gelida, Subirats och Torrelavit. 
Terrängen i Sant Sadurní d'Anoia är platt åt nordväst, men åt sydost är den kuperad.